# The Complete Demos 1980-1986

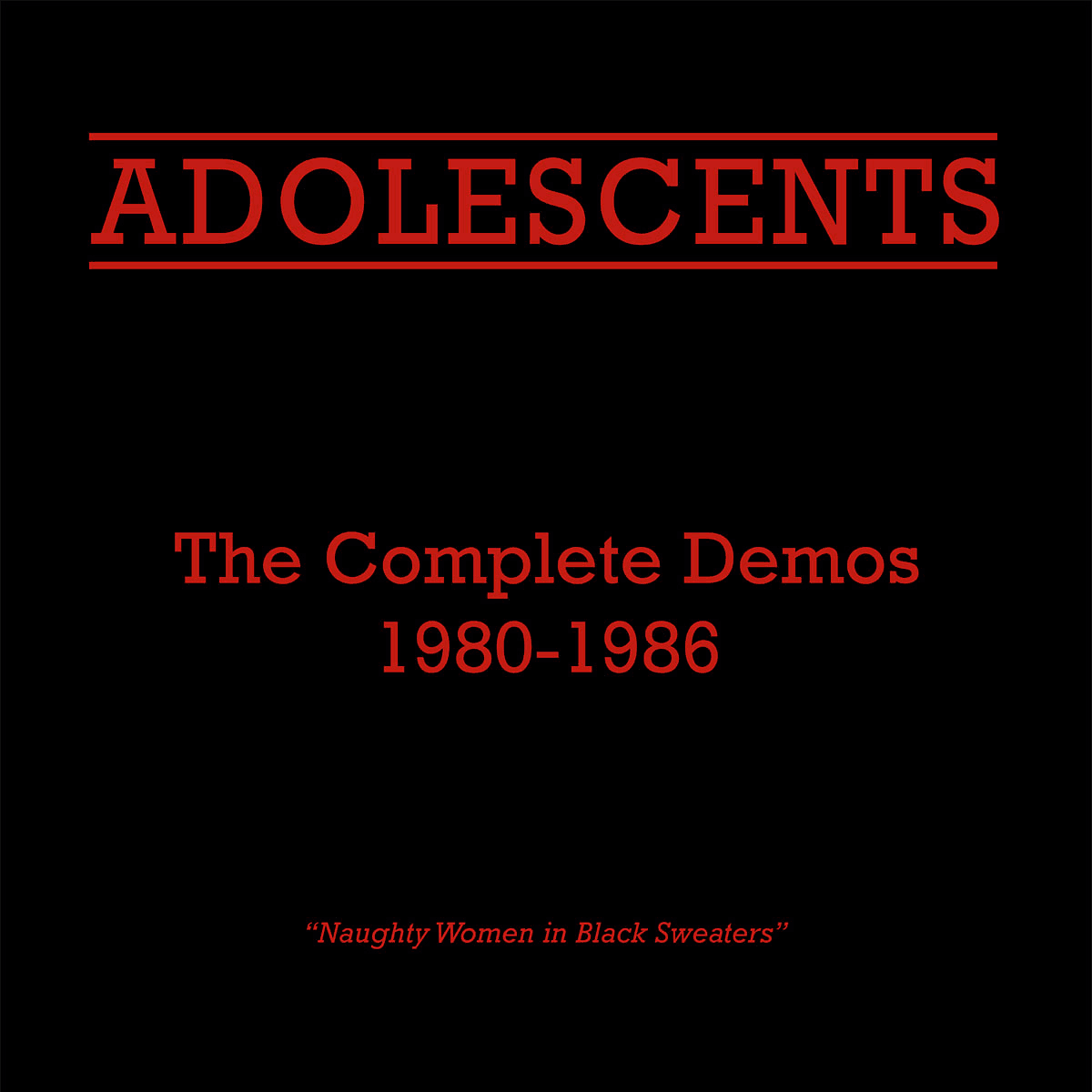

The Complete Demos 1980-1986 é uma compilação da banda The Adolescents, lançado em 22 de Março de 2005.

## Faixas
1. "We Can't Change the World" — 1:11
2. "Black Sheep" — 2:01
3. "Growing Up Today" — 2:28
4. "We Rule and You Don't" — 1:39
5. "I Hate Children" — 1:39
6. "No Friends" — 2:19
7. "Who Is Who" — 1:28
8. "Wrecking Crew" — 1:54
9. "Creatures" — 1:45
10. "Amoeba" — 2:40
11. "Self Destruct" — 0:41
12. "Do the Eddie"	— 0:46
13. "Richard Hung Himself" — 2:11
14. "The Liar" — 2:09
15. "The Peasant Song" — 2:42

## Créditos
- Frank Agnew — Guitarra
- Rikk Agnew — Guitarra
- John O'Donovan — Guitarra
- Tony Reflex — Vocal
- Casey Royer — Bateria
- Steve Soto — Baixo